# 南州溪洲代天府
南州鄉溪洲代天府，原名「溪州瑞清宮」，位於臺灣省屏東縣南州鄉，是一座道教為主的廟宇，也是南州鄉的信仰中心，在南州眾多寺廟中，稱得上是規模最雄偉的廟宇，故俗稱「南州大廟」。主祀朱府千歲，聖誕為十月廿四日，以溪洲代天府管理委員會作為管理主體。

## 建廟沿革
溪洲代天府，原名瑞清宮，傳朱府千歲乃福建瑞清縣奚口人氏，因瑞清縣之係，故名之，以示不忘根本。相傳清末時（距今百餘年），鄉童數人常牧牛於殼山(今南州糖廠東方)，一日溪中戲水遇得神像乙尊，群童欣然拾回，共同決議：迎轉來拜拜。牧童們學大人搭設小草寮，安奉神祇，效法父執輩每日晨昏祭祀，清香一柱，亦仿善信備禮祀典。
未料神祇靈威顯赫，有求必應，時有一商人，路過膜拜，祈求其妻身體安康不受痛疾之苦，回家後其妻不藥而癒，商人後返回酬神，神名因而大譟，諸多靈驗之事，傳頌鄉里，經士紳商議，借用民宅安壇奉祀，以護境而民安，其創堂時間約於日治昭和十二年（西元一九三七年、歲次丁丑年），後神祇降乩示之朱姓，從此朱府千歲慈憫眾生、悲心救苦，而廟堂香火日益鼎盛，但狹隘之地，難置法筵，故金身數度遷移，曾一度移至余姓家宅，最後再遷回現址。
戰後，民國三十五年，謝安然、黃芸、許問諸君，發起建廟之議，並組朱王團，蒙柯文財賢昆仲(允得、清潔、文起、文進)獻產捐地肆佰餘坪。三十六年，乩童許新傳，起駕踏基，便鳩工興建，歷時八年，終於在民國四十三年十二月（西元一九五四年、歲次甲午年、臘月）落成，高懸「瑞清宮」之匾。
民國四十六年再由顏棘、譚清河君籌建東西五門廟室、廟堂初構，始具規模。民國五十年（西元一九六一年、歲次辛丑年），該科余府大千歲，奉玉旨敕賜瑞清宮為溪洲代天府，並准同等東港舉辦迎王大典，代天巡狩鎮守南疆，歲秋成立董事會，共推許來趁為董事長，於五十三年農曆十月十三日，奉旨承辦首科迎王祭典，並由譚英俊君任主任委員，王爺旨示：「歲後各科祭典均以是期，不另擇日，以便民順情」。
溪州代天府，自建廟三十餘載，篳路藍縷，規模典章，始具初備，然廟地窄小僅容旋馬，科期祭典，寸步難移，惟堂構斑駁、傾杞畢現，為期莊嚴道場，彰顯聖德，邀三界高真蒞臨，迎十方聖賢與會，故董事會再提重建之議，七十四年林明順董事長增購廟地參佰餘坪，七十八年黃瑞吉董事長籌組重建委員會，推舉徐火生先生任主任委員，依旨照原廟五門四金起造，乩童方順起駕，重踏廟基。七十九年五月（西元一九九O年、歲次庚午年、四月）動工，重建工程蒙朱府千歲與仲神聖庇祐，與溪州代天府董事會、眾門生、以及全鄉、各地善信輸誠，歷時三年半時間竣工完成，於八十二年十二月十七日（西元一九九三年、歲次癸酉年、一月初五日、壬申日）舉行落成安座大典，並舉行五朝水火祈安清醮。

## 主祀暨副祀神佛
- 二樓正殿
  - 主祀：朱府千歲
  - 陪祀：池府千歲、溫府千歲、徐府千歲、中壇元帥、虎爺、福德正神與註生娘娘
  - 左廂殿-中軍府：奉祀科年祭典中軍府神座，與班頭及班役。
  - 右廂殿-振武堂：奉祀池府千歲神座。
- 二樓後殿-千歲殿
  - 正龕奉祀：科年代天巡狩大千歲王駕神座
  - 左龕奉祀：值年太歲神座
  - 右龕奉祀：文昌帝君神座
- 三樓正殿-復興宮
  - 正龕奉祀：天上聖母
  - 左龕奉祀：天上二聖母
  - 右龕奉祀：天上三聖母
- 王船廠-水昇堂
  - 科年王船
  - 王船公

## 南州迎王
南州鄉各廟宇每逢東港東隆宮代天府每三年一科迎王大典都熱烈組陣頭參加盛典，而東港東隆宮代天府迎王大典首日都在東港海邊舉行請王儀式。
每次南州鄉瑞清宮朱府千歲陣頭及乩童都準時參加至送王儀式完畢，歷次平安無事，可是在民國四十七年戊戌科迎王大典南州鄉瑞清宮陣頭及乩童都準時參加，這一科在海邊請王儀式中瑞清宮乩童洪安允，神附身而起駕後欲進入祭壇，祭壇班役阻止入內而發生糾紛，經廟方安撫而息事。
迨至辛丑科及民國五十年南州方面各廟宇參加如儀，可是第一天請王儀式即農曆九月九日大千歲降臨祭壇授密旨給南州鄉溪州瑞清宮朱府千歲乩童應在瑞清宮大廟設立代天府指令，但乩童密而不宣，一直到九月十四日送王後在九月十六日辛丑科奉旨大千歲余駕臨溪州瑞清宮降旨速在大廟設置代天府之聖諭。
因此廟方通知信徒選出之董事長在九月十八日召開董監事會開會決議設立溪州代天府，並由董事會聘溪州代天府首科甲辰科迎王慶典籌備委員十六人籌備委員會、十六名委員推選三名常務委員，三名常務委員擲筊最多者譚英俊為主任委員，並擔任溪州代天府第一科迎王大典與籌備委員會全權負責籌備歷經三年準備，溪州代天府第一科甲辰科迎王大典於民國五十三年農曆十月十三日正式辦理迎王慶典，現今南州迎王平安祭典從請王到送王為期六天，盛況空前。

### 南州迎王歷年大千歲尊姓略表
| 科次    | 民國年 | 公元年 | 大千歲 |
| ------- | ------ | ------ | ------ |
| 1 甲辰  | 53     | 1964   | 紀     |
| 2 丁未  | 56     | 1967   | 茅     |
| 3 庚戌  | 59     | 1970   | 呂     |
| 4 癸丑  | 62     | 1973   | 韋     |
| 5 丙辰  | 65     | 1976   | 何     |
| 6 己未  | 68     | 1979   | 姜     |
| 7 壬戌  | 71     | 1982   | 秦     |
| 8 乙丑  | 74     | 1985   | 趙     |
| 9 戊辰  | 77     | 1988   | 賀     |
| 10 辛未 | 80     | 1991   | 盧     |
| 11 甲戌 | 83     | 1994   | 魏     |
| 12 丁丑 | 86     | 1997   | 侯     |
| 13 庚辰 | 89     | 2000   | 陸     |
| 14 癸未 | 92     | 2003   | 魏     |
| 15 丙戌 | 95     | 2006   | 羅     |
| 16 己丑 | 98     | 2009   | 張     |
| 17 壬辰 | 101    | 2012   | 吳     |
| 18 乙未 | 104    | 2015   | 陸     |
| 19 戊戌 | 107    | 2018   | 薛     |
| 20 辛丑 | 110    | 2021   | 趙     |
| 21 甲辰 | 113    | 2024   | 秦     |

## 中西合璧 宗教奇趣
南州鄉各村都有廟宇，其中南州國小旁的溪洲代天府和仁里村的如意宮規模較大，也具有豐富的歷史價值。在溪洲代天府周圍建有天主教堂和基督新教長老教會，三教的殿堂建教一起，具有建築之美，也有中西合璧，守望相助之趣。

## 外部連結
- 官方网站
- 南州溪洲代天府的Facebook專頁